# Polifloc
Un polifloc, també anomenat n-floc, és una estructura fractal construïda a partir d'un polítop de n costats. Aquest polítop és reemplaçat per un floc de polítops més petits, generalment col·locats a cadascun dels vèrtexs i al centre. En repetir aquest procediment recursivament s'obté el polifloc.
A la variant sense el polítop central sovint se l'anomena polígon (o n-gon) de Sierpinski.

## Poliflocs de dues dimensions
La varietat més comuna de polifloc és bidimensional (pel que fa a la seva dimensió topològica) i està formada per polígons. El seu perímetre correspon a la corba de Koch de diferents tipus - depenent del polígon - i hi ha infinites corbes de Koch al seu interior.
La fórmula del factor escala r d'un n-floc és, en radians:
{\displaystyle r={\frac {1}{2\left(1+\displaystyle \sum _{k=1}^{\lfloor n/4\rfloor }{\cos {\frac {2\pi k}{n}}}\right)}}}
En general, la dimensió de Hausdorff és {\displaystyle \log(m)/\log(r)} on m és el nombre de polígons en cada floc individual, i r és el factor escala.

### Trifloc
El trifloc més conegut és el triangle de Sierpinski, format a partir de 3 triangles i un factor escalar de 2.

La 6a iteració del triangle de Sierpinski.
Triangle de Sierpinski format mitjançant el joc del caos.

### Tetrafloc
En aplicar un factor escalar de 3 a un quadrat, s'obtenen 9 quadrats. Es poden obtenir diverses fractals segons quins d'aquests 9 quadrats s'eliminen a cada iteració, per exemple la catifa de Sierpinski, la corba quadrada de Sierpinski (versió plena), la pols de Cantor o la fractal de Vicsek. Seguin la norma general, la seva dimensió de Hausdorff és {\displaystyle \log(q)/\log(3)} on q és el nombre de quadrats que no són eliminats.

5 primeres iteracions de la catifa de Sierpinski.
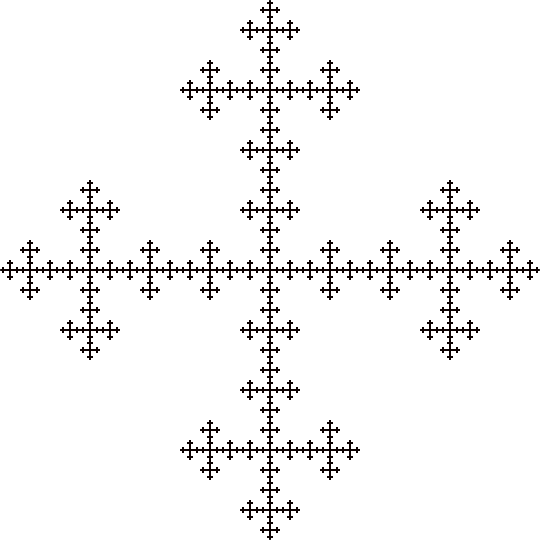
4a iteració del fractal de Vicsek (en forma de creu).

### Pentafloc
Un pentafloc es forma a partir de 6 pentàgons regulars. La seva dimensió de Hausdorff és {\displaystyle \log(6)/\log(1+\varphi )} on {\displaystyle \varphi } és la raó àuria. En el cas de la variant sense el pentàgon central, el pentàgon de Sierpinski, la dimensió de Hausdorff és {\displaystyle \log(5)/\log(1+\varphi )}.

2a iteració del pentafloc amb pentàgon central.
2a iteració del pentafloc sense pentàgon central.

### Hexafloc

Projecció ortogonal d'un cub de Cantor mostrant un hexafloc.

Un hexafloc, també anomenat floc de neu de Lindstrøm, es forma a partir de 7 hexàgons regulars i un factor escalar de 3. La projecció d'un cub de Cantor a un pla ortogonal en la seva diagonal principal és un hexafloc. Com en el cas del pentafoc, també existeix una versió sense l'hexàgon central, anomenada hexàgon de Sierpinski.

4a iteració de l'hexafloc amb hexàgon central.
4a iteració de l'hexafloc sense hexàgon central.
Primeres iteracions de l'hexafloc.

### Altres poliflocs bidimensionals
Es poden generar de forma similar poliflocs amb polígons de més costats, però el seu factor escalar i, per tant, la seva dimensió de Hausdorff, són més difícils de calcular. A mesura que n tendeix a infinit, la dimensió de Hausdorff tendeix a 1.

## Poliflocs de tres dimensions
Els poliflocs es poden generalitzar per més dimensions, en particular a una dimensió topològica de tres. El mecanisme d'obtenció és el mateix però utilitzant políedres en lloc de polígons. Tot i això, com que hi ha un nombre infinit de políedres regulars però només hi ha cinc políedres regulars platònics, als poliflocs tridimensionals també se'ls anomena sòlids platònics fractals. Quan el nombre d'iteracions tendeix a infinit, el seu volum tendeix a 0.

### Polifloc tetraèdric
El tetràedre de Sierpinski està format de 4 tetràedres regulars. Cada floc es forma col·locant un tetràedre escalat a cada cantonada, amb un factor escalar de 2. La seva dimensió de Hausdorff és {\displaystyle \log(4)/\log(2)} que és exactament 2. A més, cadascuna de les seves cares correspon a un triangle de Sierpinski.

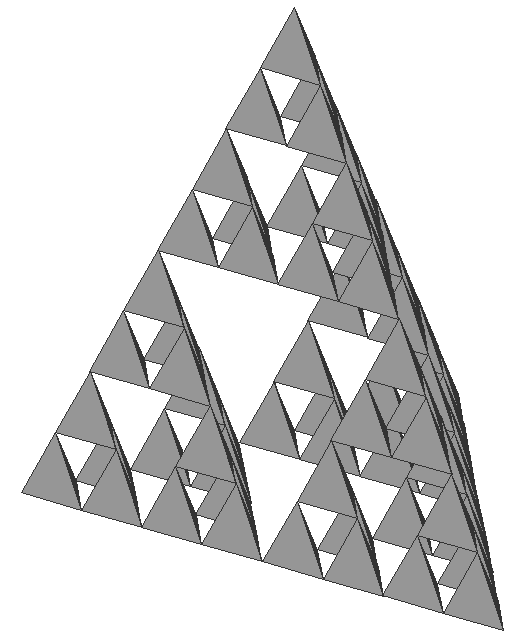
3a iteració del tetraedre de Sierpinski.

### Polifloc hexaèdric
Un polifloc hexaèdric està format d'hexàedres regulars, és a dir, de cubs. Tal com passa amb la versió bidimensional, si s'aplica el mateix procediment que en el cas del tetraedre, s'obté un cub pla, el qual no té interès com a fractal. En canvi, si es divideix cada cub amb un factor escalar de 3 i a cada iteració s'eliminen alguns dels 27 cubs resultants, s'obtenen figures fractals tal com passava en la versió bidimensional.

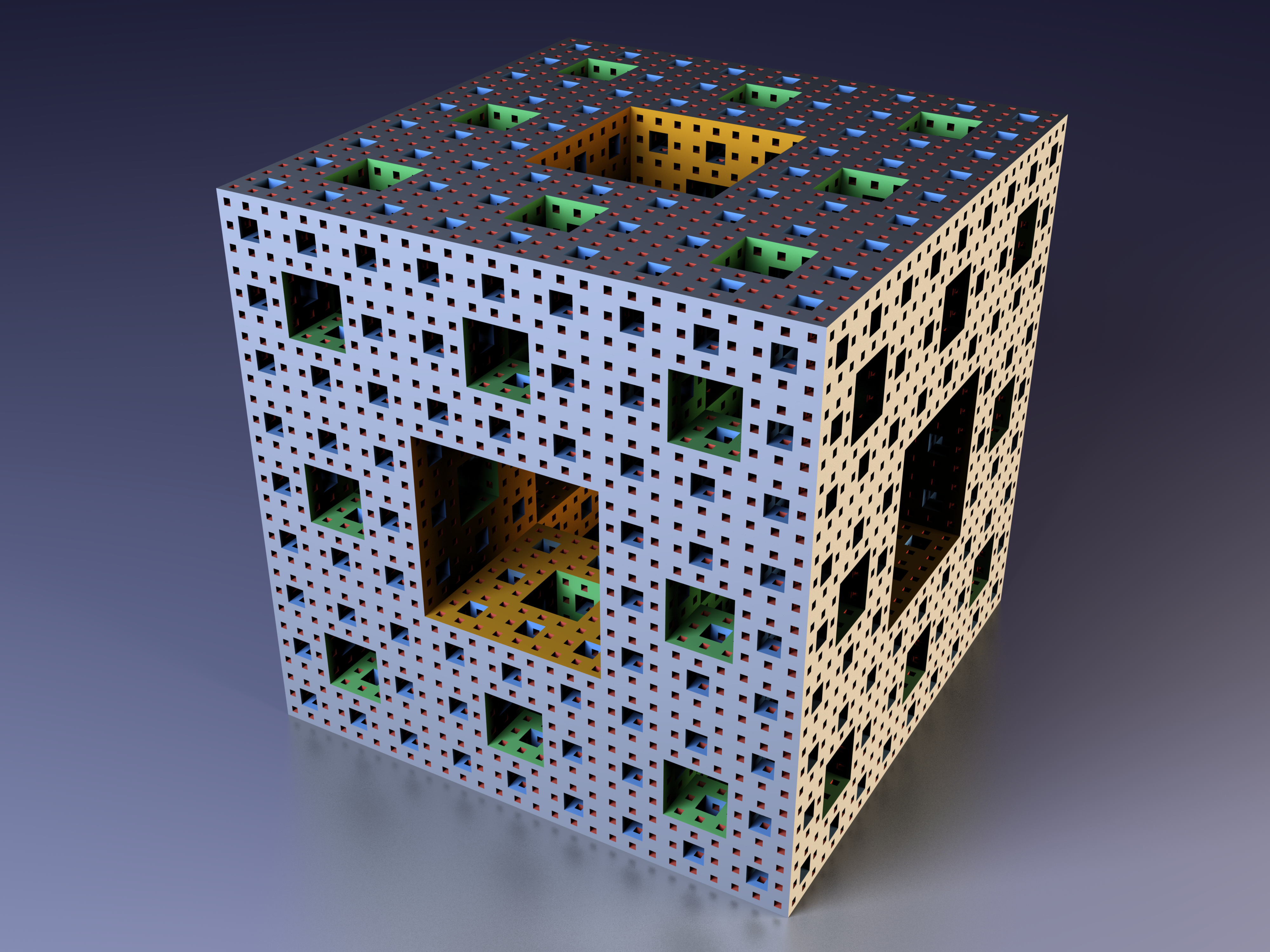
4a iteració de l'esponja de Menger (versió 3D de la catifa de Sierpinski).
3a iteració de la versió tridimensional del fractal de Vicsek.

### Polifloc octaèdric
Un polifloc octaèdric està format de 6 octàedres regulars, amb un factor escalar de 2. Com en el cas del polifloc tetraèdric, cadascuna de les cares correspon a un triangle de Sierpinski.

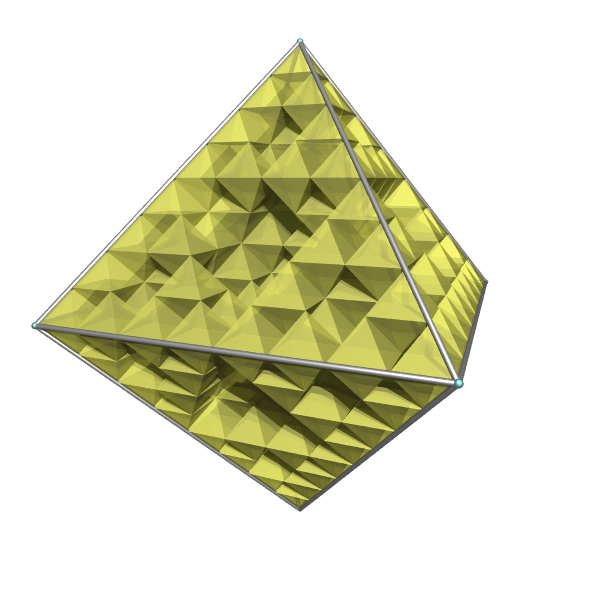
3a iteració d'un octàedre fractal.

### Polifloc dodecaèdric
Un polifloc dodecaèdric està format de 20 dodecàedres regulars, amb un factor escalar de {\displaystyle 2+\varphi }. Per tant, la seva dimensió de Hausdorff és {\displaystyle \log(20)/\log(2+\varphi )}.

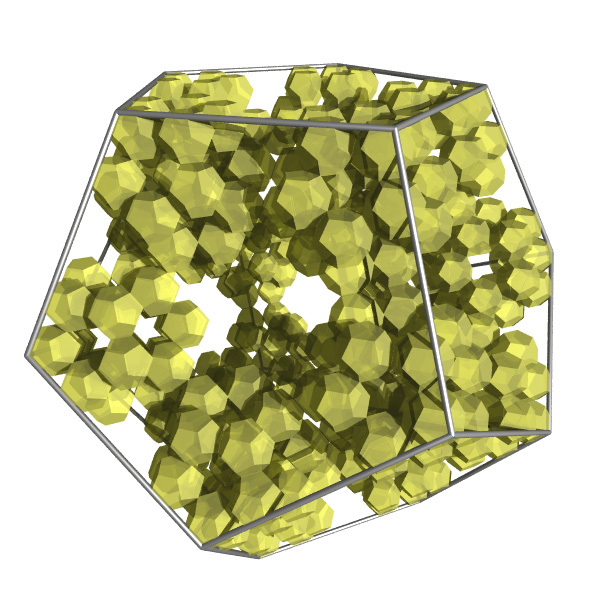
2a iteració d'un dodecàedre fractal.

### Polifloc icosaèdric
Un polifloc icosaèdric està format de 12 icosàedres regulars, amb un factor escalar de {\displaystyle 1+\varphi }. Per tant, la seva dimensió de Hausdorff és {\displaystyle \log(12)/\log(1+\varphi )}.

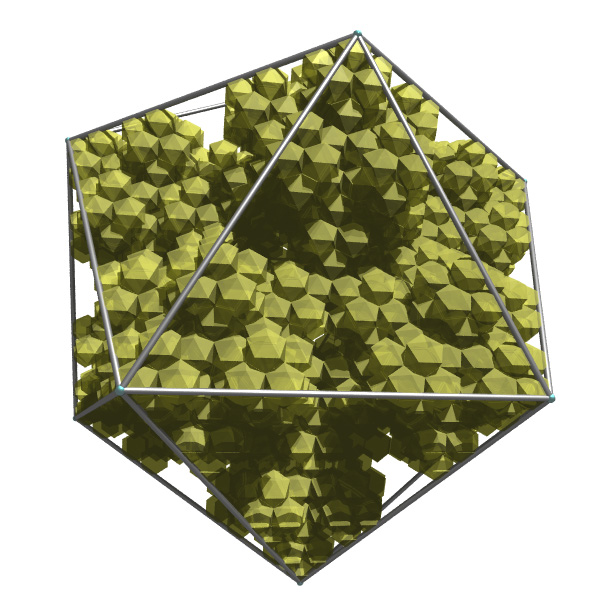
3a iteració d'un icosàedre fractal.